# Filmes de 1931 da Paramount Pictures

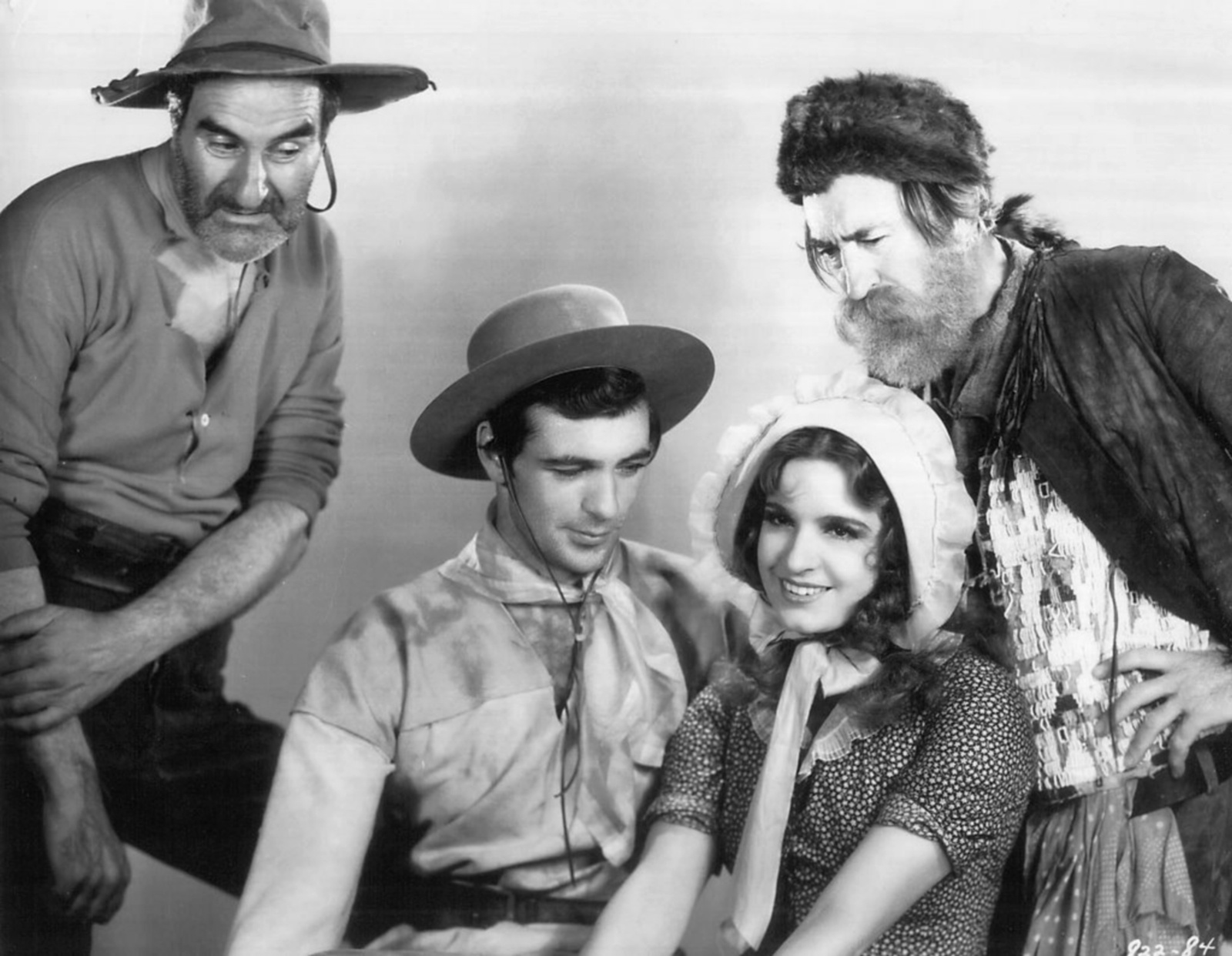
Ernest Torrence, Gary Cooper, Lili Damita e Tully Marshall em Fighting Caravans

Em 1931, a Paramount Pictures lançou um total de 61 filmes.

## Destaques
As produções mais significativas foram:
- City Streets, filme noir enriquecido por roteiro de Dashiell Hammett e direção inovadora de Rouben Mamoulian, o diretor mais criativo da época[1]
- Dishonored, uma "história ridícula, vazia de excitação ou lógica" que se tornou grande sucesso de público graças a Marlene Dietrich[2]
- Huckleberry Finn, vitoriosa adaptação da obra de Mark Twain, feita praticamente com a mesma equipe de Tom Sawyer, feito no ano anterior
- I Take This Woman drama produzido às pressas, valorizado pelas presenças de Gary Cooper e Carole Lombard
- Ladies' Man, popular comédia mundana com um final trágico, quarta reunião de William Powell com Kay Francis
- Monkey Business, primeiro trabalho dos Irmãos Marx escrito diretamente para o cinema
- Scandal Sheet, drama criminal sobre editor que usa seu jornal sensacionalista para se vingar do amante de sua esposa
- Skippy, comédia familiar baseada nos quadrinhos de Percy Crosby, recebeu várias indicações para o Oscar
- The Smiling Lieutenant, de Ernst Lubitsch, opereta "impregnada daquele humor atrevido e malicioso que caracteriza o estilo do diretor"[1]
- Stolen Heaven, bem sucedido melodrama sobre romance entre garota das ruas e jovem ladrão
- Tabu, meio documentário, meio drama etnográfico, sucesso nas telas e galardoado com o Oscar de Fotografia
- 24 Hours, drama que é um bom exemplo "dos filmes eficientes, divertidos e comerciais que os estúdios estavam fazendo às dúzias"[2]

## Prêmios Oscar

### Quarta cerimônia
- Filmes exibidos entre 1 de agosto de 1930 e 31 de julho de 1931

| Filme  | Indicações                                          | Premiações |
| ------ | --------------------------------------------------- | ---------- |
| Skyppy | Filme Ator (Jackie Cooper) Diretor Roteiro Adaptado | Diretor    |
| Tabu   | Fotografia                                          | Fotografia |

### Quinta cerimônia
- Filmes exibidos entre 1 de agosto de 1931 e 31 de julho de 1932

| Filme                  | Indicações | Premiações |
| ---------------------- | ---------- | ---------- |
| The Smiling Lieutenant | Filme      | ---        |

Observe-se que, até 1933, concorriam à premiação os filmes lançados de 1 de agosto de um ano a 31 de julho do ano seguinte (a cerimônia referente a 1932/1933 abrangeu os filmes de 1 de agosto de 1932 a 31 de dezembro de 1933).

## Os filmes de 1931
| Título original         | Título PT/BR                           | Título PT/PT           | Astros                                | Diretor                     |
| ----------------------- | -------------------------------------- | ---------------------- | ------------------------------------- | --------------------------- |
| An American Tragedy     | Uma Tragédia Americana                 | Uma Tragédia Americana | Phillips Holmes, Sylvia Sidney        | Josef von Sternberg         |
| Along Came Youth        |                                        |                        | Charles "Buddy" Rogers, Frances Dee   | Lloyd Corrigan              |
| Beloved Bachelor        |                                        |                        | Paul Lukas, Dorothy Jordan            | Lloyd Corrigan              |
| Caught                  |                                        |                        | Richard Arlen, Frances Dee            | Edward Sloman               |
| The Cheat               | Ludibriada                             |                        | Tallulah Bankhead, Irving Pichel      | George Abbott               |
| City Streets            | Ruas da Cidade                         |                        | Gary Cooper, Sylvia Sidney            | Rouben Mamoulian            |
| Confessions of a Co-Ed  |                                        |                        | Sylvia Sidney, Phillips Holmes        | David Burton, Dudley Murphy |
| The Conquering Horde    | A Debandada                            |                        | Richard Arlen, Fay Wray               | Edward Sloman               |
| Daughter of the Dragon  |                                        |                        | Anna May Wong, Sessue Hayakawa        | Lloyd Corrigan              |
| Dishonored              | Desonrada                              | Fatalidade             | Marlene Dietrich, Victor McLaglen     | Josef von Sternberg         |
| Dude Ranch              |                                        |                        | Jack Oakie, June Collyer              | Frank Tuttle                |
| The False Madonna       | Falsa Madona                           |                        | Kay Francis, William Boyd             | Stuart Walker               |
| Fighting Caravans       | Os Civilizadores                       |                        | Gary Cooper, Lily Damita              | Otto Brower                 |
| Finn and Hattie         | Divertido Paris                        |                        | Leon Errol, ZaSu Pitts                | Norman Taurog               |
| The Gang Buster         |                                        |                        | Jack Oakie, Jean Arthur               | Edward Sutherland           |
| The Girl Habit          |                                        |                        | Charles Ruggles, Sue Conroy           | Edward Cline                |
| Girls About Town        | Pra Que Casar?                         |                        | Kay Francis, Lilyan Tashman           | George Cukor                |
| Gun Smoke               |                                        |                        | Richard Arlen, Mary Brian             | Edward Sloman               |
| His Woman               | Sua Esposa Perante Deus                |                        | Gary Cooper, Claudette Colbert        | Edward Sloman               |
| Honeymoon Lane          |                                        |                        | Eddie Dowling, Ray Dooley             | William James Craft         |
| Honor Among Lovers      | Honra de Amante                        |                        | Claudette Colbert, Fredric March      | Dorothy Azner               |
| Huckleberry Finn        | Mocidade Feliz                         |                        | Jackie Coogan, Mitzi Green            | Norman Taurog               |
| Husband's Holiday       | Maridos em Férias                      |                        | Clive Brook, Charles Ruggles          | Robert Milton               |
| I Take This Woman       | A Mulher Que Deus me Deu               |                        | Gary Cooper, Carole Lombard           | Marion Gering               |
| It Pays to Advertise    |                                        |                        | Carole Lombard, Norman Foster         | Frank Tuttle                |
| June Moon               |                                        |                        | Jack Oakie, Frances Dee               | Edward Sutherland           |
| Kick In                 |                                        |                        | Clara Bow, Regis Toomey               | Richard Wallace             |
| Ladies' Man             | O Benzinho de Todas                    |                        | William Powell, Kay Francis           | Lothar Mendes               |
| Ladies of the Big House | Almas Cativas                          |                        | Sylvia Sidney, Wynne Gibson           | Marion Gering               |
| The Lawyer's Secret     |                                        |                        | Clive Brook, Charles "Buddy" Rogers   | Louis Gasnier               |
| The Mad Parade          |                                        |                        | Irene Rich, Evelyn Brent              | William Beaudine            |
| The Magnificent Lie     |                                        |                        | Ruth Chatertton, Ralph Bellamy        | Berthod Viertel             |
| Man of the World        |                                        |                        | William Powell, Carole Lombard        | Richard Wallace             |
| Monkey Business         | Os Quatro Batutas ou Batutas Burlescos | A Culpa Foi do Macaco  | Irmãos Marx, Thelma Todd              | Norman Z. McLeod            |
| Murder by the Clock     |                                        |                        | Regis Toomey, Lilyan Tashman          | Edward Sloman               |
| My Sin                  | Meu Pecado                             |                        | Tallulah Bankhead, Fredric March      | George Abbott               |
| Newly Rich              |                                        |                        | Mitzi Green, Jackie Searl             | Norman Taurog               |
| The Night Angel         | O Anjo da Noite                        |                        | Fredric March, Nancy Carroll          | Edmund Goulding             |
| No Limit                |                                        | O Amor É Assim         | Clara Bow, Norman Foster              | Frank Tuttle                |
| Once a Lady             |                                        |                        | Ruth Chatterton, Ivor Novello         | Guthrie McClintic           |
| Personal Maid           |                                        |                        | Nancy Carroll, Pat O'Brien            | Monta Bell                  |
| Rango                   |                                        |                        | Semidocumentário                      | Ernest B. Schoedsack        |
| Rich Man's Folly        | Audácia                                |                        | George Bancroft, Frances Dee          | John Cromwell               |
| The Road to Reno        |                                        |                        | Charles "Buddy" Rogers, Peggy Shannon | Richard Wallace             |
| Scandal Sheet           | Página de Escândalo                    |                        | George Bancroft, Clive Brook          | John Cromwell               |
| The Secret Call         | Segredo Acusador                       |                        | Richard Arlen, Peggy Shannon          | Stuart Walker               |
| Secrets of a Secretary  | Segredos de uma Secretária             |                        | Claudette Colbert, Herbert Marshall   | George Abbott               |
| Silence                 |                                        |                        | Clive Brook, Marjorie Rambeau         | Louis Gasnier               |
| Skippy                  | Skippy                                 |                        | Jackie Cooper, Mitzi Green            | Norman Taurog               |
| The Smiling Lieutenant  | O Tenente Sedutor                      | O Tenente Sedutor      | Maurice Chevalier, Miriam Hopkins     | Ernst Lubitsch              |
| Sooky                   | Sooky                                  |                        | Jackie Cooper, Robert Coogan          | Norman Taurog               |
| Stolen Heaven           | Céu Roubado                            |                        | Nancy Carroll, Phillips Holmes        | George Abbott               |
| Tabu                    | Tabu                                   | Tabu                   | Semidocumentário                      | F. W. Murnau                |
| Tarnished Lady          | Casamento Singular                     | Casamento Singular     | Tallulah Bankhead, Clive Brook        | George Cukor                |
| Touchdown               |                                        |                        | Richard Arlen, Jack Oakie             | Norman Z. McLeod            |
| 24 Hours                | Vinte e Quatro Horas                   |                        | Clive Brook, Kay Francis              | Marion Gering               |
| Unfaithful              | Infidelidade                           |                        | Ruth Chatterton, Paul Lukas           | John Cromwell               |
| Up Pops the Devil       |                                        | Vingança Diabólica     | Carole Lombard, Norman Foster         | Edward Sutherland           |
| Vice Squad              |                                        |                        | Kay Francis, Paul Lukas               | John Cromwell               |
| Women Love Once         |                                        |                        | Eleanor Boardman, Paul Lukas          | Edward Goodman              |
| Working Girls           |                                        |                        | Charles "Buddy" Rogers, Frances Dee   | Dorothy Azner               |